# تپه کن طویله ۲
تپه کن طویله ۲ مربوط به عصر آهن دو I - دوره اشکانیان است و در شهرستان دورود، بخش سیلاخور، دهستان چالانچولان، ۳/۵ کیلومتری جنوب غربی روستای افراونده واقع شده و این اثر در تاریخ ۶ اسفند ۱۳۸۵ با شمارهٔ ثبت ۱۷۶۱۴ به‌عنوان یکی از آثار ملی ایران به ثبت رسیده است.